# Paket Agung
Paket Agung is een bestuurslaag in het regentschap Buleleng van de provincie Bali, Indonesië. Paket Agung telt 2438 inwoners (volkstelling 2010).